# Saint-Front-sur-Lémance
Saint-Front-sur-Lémance é uma comuna francesa na região administrativa da Nova Aquitânia, no departamento Lot-et-Garonne. Estende-se por uma área de 19,72 km². Em 2010 a comuna tinha 537 habitantes (densidade: 27,2 hab./km²).